# خانه‌ای در پروانس
خانه‌ای در پروانس (انگلیسی: House in Provence؛ عنوان فرانسوی: Maison devant la Sainte-Victoire près de Gardanne) یک نقاشی رنگ روغن اثر پل سزان، هنرمند فرانسوی است. این اثر بین سال‌های ۱۸۸۶ و ۱۸۹۰ ایجاد شده‌است، و در حال حاضر بخشی از مجموعه دائمی موزه هنر ایندیاناپلیس است.